# Lex Aurelia de tribunicia potestate
La lex Aurelia de tribunicia potestate o lex Aurelia de Tribunis plebis (ley Aurelia de tribunos) fue una ley romana introducida por Cayo Aurelio Cota, cónsul con Lucio Octavio en el 75 a. C. Esta ley estableció el derecho de antiguos tribunos de la plebe a ocupar nuevas magistraturas, que habían sido prohibidas por el dictador Sila unos años antes.

## Antecedentes
Las reformas constitucionales realizadas por Sila entre el 82 y el 80 a. C. habían reducido considerablemente los poderes del tribunado. La aversión de Sila al cargo, y su visión de que podía ser peligroso por su utilización por los políticos populares radicales, le llevó a reducir el ámbito de competencias. Al eliminar el derecho de los tribunos de la plebe a ocupar nuevas magistraturas, se redujo drásticamente el atractivo del puesto en la carrera de políticos ambiciosos.
Un intento anterior de derogar estos aspectos de la constitución de Sila en 78 a. C. por Marco Emilio Lépido había fracasado.
La ley de Cota tenía un alcance limitado y no restauraba todos los poderes del tribunado. Como optimas y asociado de Sila, existen discusiones sobre sus motivaciones para derogar las medidas de Sila. Probablemente como un intento de apaciguar al pueblo romano en un período de hambruna, o tal vez para reunir apoyo suficiente para su hermano Marco Aurelio Cota, que se postulaba para el consulado del 74 a. C.